# Macrolonius
Macrolonius is een geslacht van wantsen uit de familie van de Miridae (Blindwantsen). Het geslacht werd voor het eerst wetenschappelijk beschreven door Carl Stål in 1871.

## Soorten
Het genus bevat de volgende soorten:

- Macrolonius schenklingi (Poppius, 1915)
- Macrolonius sobrinus (Stal, 1855)
- Macrolonius superbus (Distant, 1904)